# Rose Hill, Iowa
Rose Hill är en ort i Mahaska County i Iowa. Vid 2010 års folkräkning hade Rose Hill 168 invånare.